# Бобровицкая Слобода
Бобровицкая Слобода (укр. Бобровицька Слобода) — исторически сложившаяся местность (район) Чернигова, расположена на территории Деснянского административного района.

## История
Согласно описанию 1781 года, «положеніе имѣетъ при городѣ Черниговѣ, на маломъ косогорѣ. Въ ней монастыря катедральнаго черниговского архіерея увеселительный дворецъ и пространный садъ, съ каменнымъ и деревяннымъ строеніемъ и церковію» В 1880 году был образован Халявинский уезд, а согласно переписи 1917 года в составе которого числилось село.
В начале 19 века западная часть села Бобровицы — Бобровицкая слобода была присоединение к Чернигову.
В другом источнике указано, что 31 марта 1808 года Бобровицкую слободу, как часть села Бобровица, было присоединено к Чернигову. Также в 1808 году Бобровицкая слобода была передана в ведомство Черниговской городской полиции, что бы не было нарушений права земского положения по винокурению и продаже вина (было разрешено в 53 домах города). В то время там действовал винокуренный завод помещика Миклашевского, где ежегодно производилось свыше 1500 вёдер вина. Близ Бобровицы уже существовали селитроварни.
В период оккупации Чернигова, в 1942 году здесь была открыта одна из пяти городских школ — № 7 по адресу улица Тарновского, 7 (указано как село Бобровицкая Слобода). Заведующая школы — О. Гончаренко.
В период 1929—1973 года село Бобровицкая Слобода Черниговского района было включено в состав города. Село изображено на карте М-36-15-В 1943 года, между Черниговом и селом Бобровица на правом берегу Десны.

## География
Бывшее село Бобровицкая Слобода расположено на востоке центральной части Деснянского района Чернигова — в районе пересечения современных улиц Шевченко и Кольцевая — на правом берегу реки Десны.

## Транспорт
Маршруты автобусов и троллейбусов проходят по улице Шевченко.